# Vanessa Conze
Vanessa Conze, geb. Plichta (* 1970 in Düsseldorf), ist eine deutsche Historikerin.

## Leben
Nach dem Abitur 1990 am Görres-Gymnasium Düsseldorf studierte sie von 1991 bis 1997 im integrierten deutsch-französischen Studiengang der Universitäten Tübingen und Aix-en-Provence neuere und neueste Geschichte, mittelalterliche Geschichte, neuere deutsche Literatur und Öffentliches Recht. Nach der Promotion 2001 im Fach Neuere und Neueste Geschichte an der Universität Tübingen bei Anselm Doering-Manteuffel war sie von 2002 bis 2006 wissenschaftliche Mitarbeiterin am SFB „Kriegserfahrungen“ an der Universität Tübingen. Nach der Habilitation 2018 an der Justus-Liebig-Universität Gießen (Venia legendi für Neuere und Neueste Geschichte) nahm sie 2022 den Ruf auf den Lehrstuhl Neuere und Neueste Geschichte an der Universität Eichstätt-Ingolstadt an.
Ihre Forschungsschwerpunkte sind politische Kulturgeschichte, Ideengeschichte, Regionalgeschichte, Geschichte der europäischen Integration, Geschichte politischer Loyalitäten und Kulturgeschichte des Vergnügens.
Sie ist mit dem Historiker Eckart Conze verheiratet und hat drei Kinder.

## Publikationen (Auswahl)
- Richard Coudenhove-Kalergi: umstrittener Visionär Europas. (Persönlichkeit und Geschichte Bd. 165) Muster-Schmidt, Gleichen 2004, ISBN 3-7881-0156-3.
- Das Europa der Deutschen: Ideen von Europa in Deutschland zwischen Reichstradition und Westorientierung (1920–1970). Zugleich Dissertation, 2001. Oldenbourg, München 2005, ISBN 3-486-57757-3.
- »Ich schwöre Treue …«: Der politische Eid in Deutschland zwischen Kaiserreich und Bundesrepublik. Zugleich Habilitationsschrift, 2018. Vandenhoeck & Ruprecht, Göttingen 2020, ISBN 978-3-647-31121-0.
- Haus Vaterland: der große Vergnügungspalast in Berlin. Elsengold, Berlin 2021, ISBN 978-3-96201-049-2.